# Apomecyna saltator
Apomecyna saltator is een keversoort uit de familie van de boktorren (Cerambycidae). De wetenschappelijke naam van de soort werd voor het eerst geldig gepubliceerd in 1787 door Fabricius.
De kever is ongeveer 1,3 to 1,4 cm lang, grijs met diverse witte stippen die in drie V-vormige formaties op de dekschilden zijn geschikt. De tasters hebben een lengte van 2/3 van het lichaam.
De soort komt voor in grote delen van Azië, onder meer India en Pakistan en is ook aangetroffen in Australië en Hawaï. Het is een plaaginsect, omdat de larve boort in de stengels van pompoenen en andere planten uit de komkommerfamilie. De stengels zwellen daardoor op. De schade die ze aanricht blijft beperkt bij oudere planten, die een geringere opbrengst aan vruchten opleveren. Jonge planten kunnen afsterven bij een ernstige aantasting.

## Synoniemen[3]
- Lamia saltator Fabricius, 1787
- Apomecyna neglecta Pascoe, 1865
- Apomecyna pertigera Thomson, 1868
- Apomecyna niveosparsa Fairmaire, 1895
- Apomecyna multinotata Pic, 1918
- Apomecyna sinensis Pic, 1918
- Apomecyna tonkinea Pic, 1918
- Apomecyna excavaticeps Pic, 1918
- Apomecyna subuniformis Pic, 1944